# Победнице светских првенстава у атлетици на отвореном — скок мотком
Дисциплина скок мотком на отвореном у женској конкуренцији била је први пут на програму светских првенстава од Светског првенства на отвореном у Севиљи 1999. Победнице светских првенстава у дисциплини скок мотком за жене приказани су у следећој табели. Резултати су дати у метрима.
Највише успеха су имале представнице Русије са 8 медаља (4+1+3). Свих 8 медаља освојиле су Јелена Исинбајева 4 (3+0+1) и Светлана Феофанова 4 (1+1+2). Златна медаља коју је Рускиња Анжелика Сидорова освојила на Светском првенству 2019. у Дохи, води се као медаља "неутралних спортиста".

## Табела освајача медаља на светским првенствима у атлетици
Стање после 19. СП 2023.
| Светско првенство       |                                       | Резултат |                                                         | Резултат |                                                      | Резултат |
| Севиља 1999. детаљи     | Стејси Драгила · Сједињене Државе     | 4,60 СР  | Анђела Балаконова · Украјина                            | 4,55     | Татјана Григоријева · Аустралија                     | 4,45     |
| Едмонтон 2001. детаљи   | Стејси Драгила · Сједињене Државе     | 4,75     | Светлана Феофанова Русија                               | 4,75     | Моњика Пирек Пољска                                  | 4,55     |
| Париз 2003. детаљи      | Светлана Феофанова Русија             | 4,75     | Аника Бекер Немачка                                     | 4,70     | Јелена Исинбајева Русија                             | 4,65     |
| Хелсинки 2005. детаљи   | Јелена Исинбајева Русија              | 5,01 СР  | Моњика Пирек Пољска                                     | 4,60     | Павла Хамачкова · Чешка                              | 4,50     |
| Осака 2007. детаљи      | Јелена Исинбајева Русија              | 4,80     | Катержина Бадурова · Чешка                              | 4,75 НР  | Светлана Феофанова Русија                            | 4,75     |
| Берлин 2009. детаљи     | Ана Роговска Пољска                   | 4,75     | Моњика Пирек · Пољска · Челси Џонсон · Сједињене Државе | 4,65     |                                                      |          |
| Тегу 2011. детаљи       | Фабијана Мурер Бразил                 | 4,85 ЈАР | Мартина Штруц Немачка                                   | 4,80 НР  | Светлана Феофанова Русија                            | 4,75 ЛРС |
| Москва 2013. детаљи     | Јелена Исинбајева · Русија            | 4,89     | Џенифер Сур · Сједињене Државе                          | 4,82     | Јарислеј Силва · Куба                                | 4,82     |
| Пекинг 2015. детаљи     | Јарислеј Силва · Куба                 | 4,90     | Фабијана Мурер · Бразил                                 | 4,85     | Николета Киријакопулу · Грчка                        | 4,80     |
| Лондон 2017. детаљи     | Екатарини Стефаниди · Грчка           | 4,91 СРС | Сенди Морис · САД                                       | 4,75     | Робеилис Пеинадо · Венецуела · Јарислеј Силва · Куба | 4,65     |
| Доха 2019. детаљи       | Анжелика Сидорова Неутрални спортисти | 4,95 СРС | Сенди Морис · САД                                       | 4,90 ЛРС | Екатарини Стефаниди · Грчка                          | 4,85 ЛРС |
| Јуџин 2022. детаљи      | Кејти Наџеот САД                      | 4,85     | Сенди Морис САД                                         | 4,85     | Нина Кенеди Аустралија                               | 4,80     |
| Будимпешта 2023. детаљи | Нина Кенеди Аустралија                | 4,90     | Кејти Мун САД                                           | 4,90     | Вилма Мурто Финска                                   | 4,80     |
| Токио 2025.             |                                       |          |                                                         |          |                                                      |          |

Легенда: СР = Светски рекорд, РСП = Рекорд светских првенстава, ЕР = Европски рекорд, РЈА = Рекорд Јужне Америке, СРС = Светски рекорд сезоне (најбоље време сезоне на свету), ЛРС = Лични рекорд сезоне (најбољи лични резултат сезоне), НР = Национални рекорд, ЛР = Лични рекорд

## Биланс медаља
Стање после СП 2023.
|     | Земља               |    |    |    |    |
| --- | ------------------- | -- | -- | -- | -- |
| 1.  | Русија              | 4  | 1  | 3  | 8  |
| 2.  | Сједињене Државе    | 3  | 6  | −  | 9  |
| 3.  | Пољска              | 1  | 2  | 1  | 4  |
| 4.  | Бразил              | 1  | 1  | −  | 2  |
| 5.  | Куба                | 1  | -  | 2  | 3  |
| 5.  | Грчка               | 1  | -  | 2  | 3  |
| 5.  | Аустралија          | 1  | -  | 2  | 3  |
| 8.  | Неутрални спортисти | 1  | -  | -  | 1  |
| 9.  | Немачка             | -  | 2  | -  | 2  |
| 10. | Чешка               | 0  | 1  | 1  | 2  |
| 11. | Украјина            | -  | 1  | -  | 1  |
| 12. | Венецуела           | −  | -  | 1  | 1  |
| 12. | Финска              | −  | -  | 1  | 1  |
|     | Укупно (13)         | 13 | 14 | 13 | 40 |

|     | Атлетичарка         | Земља            |   |   |   |   |
| --- | ------------------- | ---------------- | - | - | - | - |
| 1.  | Јелена Исинбајева   | Русија           | 3 | 0 | 1 | 4 |
| 2.  | Стејси Драгила      | Сједињене Државе | 2 | 0 | 0 | 2 |
| 3.  | Светлана Феофанова  | Русија           | 1 | 1 | 2 | 4 |
| 4.  | Фабијана Мурер      | Бразил           | 1 | 1 | 0 | 2 |
| 4.  | Кејти Наџеот        | Сједињене Државе | 1 | 1 | 0 | 2 |
| 6.  | Јарислеј Силва      | Куба             | 1 | 0 | 2 | 3 |
| 7.  | Екатарини Стефаниди | Грчка            | 1 | 0 | 1 | 2 |
| 7.  | Нина Кенеди         | Аустралија       | 1 | 0 | 1 | 2 |
| 9.  | Сенди Морис         | Сједињене Државе | 0 | 3 | 0 | 3 |
| 10. | Моњика Пирек        | Пољска           | 0 | 2 | 1 | 3 |